# Mince

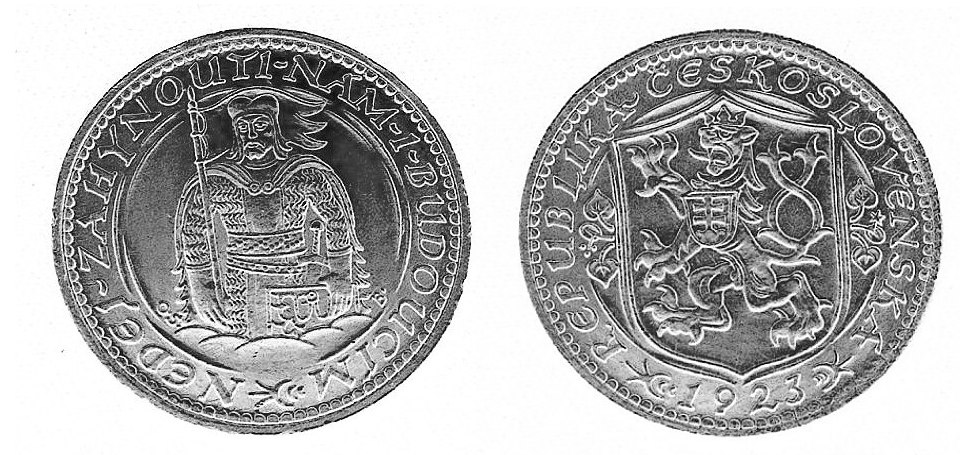
Prvorepublikový svatováclavský dukát 1923

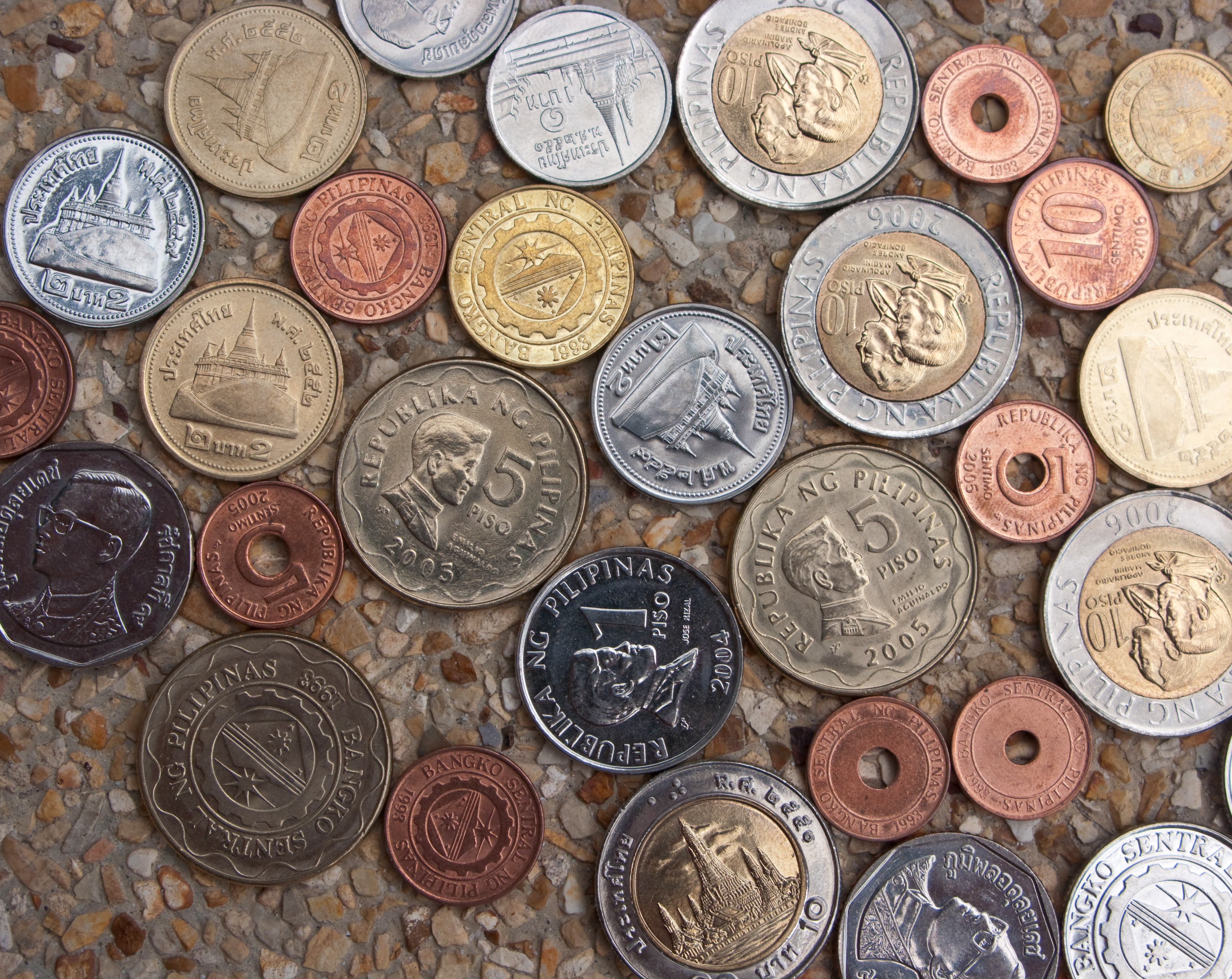
Filipínské a thajské oběžné mince

Mince jsou jednou z nejstarších forem peněz. Historicky šlo o kusy drahého kovu, nejčastěji zlata nebo stříbra, s vyraženým znakem potvrzujícím jejich hmotnost a kvalitu. Současné mince jsou nejčastěji vyrobeny z kovu, jehož hodnota je obvykle zanedbatelná a mince je tak de facto bankovka vyražená do kovu. Přes velký rozmach elektronických plateb jsou mince dodnes nepostradatelnou součástí měnového systému.
Mince mohou někdy být zaměňovány za medaile, protože obě mohou být vyrobeny z drahých kovů a obě jsou sběratelsky cenné. Nicméně, mezi mincemi a medailemi existují významné rozdíly týkající se jejich právního statusu, využití a hodnoty. 

## Historie
Historicky první forma peněz byly komoditní (zbožové) peníze – například obilí, mušle, plátno a podobně. Postupem se jako nejvhodnější komodita pro tento účel ukázaly drahé kovy, jmenovitě zlato a stříbro. Kovy zlato i stříbro bývaly jako platidlo použitelné v jakémkoli stavu (např. zlaté valouny, zlatý prach, zlaté šperky), ovšem z praktických důvodů se časem rozšířily mince, jejichž ražba měla potvrzovat ryzost a hmotnost daného kusu zlatého kovu. První mince se pravděpodobně začaly razit v 7. století př. n. l. v antickém Řecku. Původně mince měly stejnou hodnotu jako drahý kov, ze kterého byly vyrobeny. Představovaly vlastně úřední potvrzení mincovnou, že daný kus kovu má určitou hmotnost a určitou kvalitu.
Emitenty prvních mincí byly soukromé mincovny, později si právo vyrábět mince vyhradil panovník či stát. To dalo panovníkům (nebo pověřeným výrobcům) možnost snižovat v mincích obsah drahých kovů a nahrazovat je kovy levnějšími. Rozdíl šel do pokladny panovníka, který tak získal dodatečný příjem na úkor vlastníků těchto nových zlehčených mincí. Například množství stříbra ve francouzské minci Livre tournois kleslo mezi léty 1200 a 1600 z 98 gramů ryzího stříbra na pouhých 11 gramů. V českých zemích de Wittovo mincovní konsorcium za přispění panovníka snížilo v letech 1622–1623 obsah drahého kovu v mincích o 80 % a takto znehodnocenou mincí způsobilo hospodářský rozvrat českých zemí.

### Novodobé mince
Novodobé mince samy o sobě nemají žádnou hodnotu a pokud by se za ně nezaručil stát, tak by se jednalo o pouhý kus kovu. Nakonec došlo k tomu, že je materiálová hodnota mincí nižší než jejich nominální hodnota. Mince je dnes v podstatě pouze „kovová bankovka“. S postupující inflací však dochází u mincí nižších nominálních hodnot k paradoxnímu jevu, kdy jejich výrobní náklady přesahují nominální hodnotu. S další inflací se materiálová cena mincí zvyšuje a většinou ustává jejich emise nebo jsou stahovány z oběhu. V případě, že cena kovu mince převýší její nominální hodnotu, mizí tato mince z oběhu sama. Většinou se tak děje při hyperinflaci.

## Charakteristika
Druhy, tvary, nominály, složení a vzhled dnes používaných mincí jsou stanoveny příslušnými právními předpisy státu, kde platí či platily, případně banky či jiné autority, která má emisní právo. V dnešní době jsou mince většinou ražené, z minulosti však známe i mince lité. 
Přední strana mince (líc) se nazývá avers, zadní strana (rub) pak revers. Lícová strana mince je vždy ta, na které je uvedeno, kdo ji vydal, v případě českých mincí tedy ta s českým lvem a nápisem „Česká republika“.

## Sbírání mincí
Sbírání mincí patří odedávna mezi klasické sběratelské obory. Sbírají se všechny druhy mincí, sběratelé mohou být zaměřeni na určité historické období či jeden konkrétní region. V poslední době[kdy?] se však sběratelství stalo zálibou střední generace, kterou krom uměleckého zpracování zajímá i investiční faktor.

## Numismatika
Numismatika je základní historická věda (v minulosti byla nesprávně řazena mezi pomocné vědy historické) zabývající se mincemi a medailemi celkově. Tento obor má počátky již v antickém Řecku, avšak opravdový věhlas a prestiž získala až v renesanci. Česko patří k zemím, kde má sběratelství silné zázemí a pamětní mince ražené na českém území jsou oblíbené v řadě zemí.[zdroj?]

## Zajímavosti
Nejcennější a největší zlatou minci světa vyrobila australská mincovna v Perthu. Váží jednu tunu zlata o ryzosti 9999. Mince má průměr téměř 80 cm a tloušťku 12 cm. Tato mince má totožné téma jako ostatní investiční mince této mincovny a to klokana červeného s nápisem AUSTRALIAN KANGAROO 1 TONNE 9999 GOLD a rokem 2012. Je vydána jako australské zákonné platidlo, s portrétem královny Alžběty II. s popisem ELIZABETH II, AUSTRALIA a denominací 1 MILLION DOLLARS.[zdroj?]